# کانلو (سگ)
کانلو (انگلیسی: Canelo) (مرگ ۹ دسامبر ۲۰۰۲) یک سگ اسپانیایی بود که به دلیل نشان دادن وفاداری تزلزل ناپذیرش به صاحب مرده‌اش مورد توجه عموم قرار گرفت.

## خلاصه
کانلو در اواخر دهه ۸۰ با صاحب ناشناس خود در کادیس زندگی می‌کرد، جایی که آنها مرتباً در حال پیاده‌روی صبحگاهی با هم دیده می‌شدند. یکی از مقاصد هفتگی آنها، «بیمارستان دانشگاه پوئرتا دل مار» بود که صاحب سگ در آن تحت درمان دیالیز بود. از آنجایی که سیاست‌های بیمارستان اجازه ورود حیوانات را نمی‌داد، کانلو تا زمانی که درمان‌ها انجام می‌شد، بیرون از در بیمارستان می‌ماند و صاحب خانه هنگام خروج با او روبرو می‌شد و با هم به خانه می‌رفتند. این روال برای مدت طولانی ادامه داشت.در یکی از روزهای سال ۱۹۹۰، صاحب سگ در این بیمارستان درگذشت و کانلو که از مرگ او اطلاعی نداشت، تا ۱۲ سال آینده بیرون از بیمارستان منتظر او ماند تا اینکه درگذشت.
کانلو هر روز بیرون بیمارستان می‌نشست و منتظر صاحبش بود. نه گرسنگی، نه تشنگی و نه آب و هوای سخت او را متقاعد نمی‌کرد که از آنجا دور شود. با گذشت زمان او محکوم شد که آزاد نگردد و دو بار به یک لانه سگ منتقل شد با این وجود او فرار کرد و باعث شد که سازمان حمایت از حیوانات انجمن آگادن (Asociación Agaden) و همسایگان عفو ویژه ای برای کانلو دریافت کنند تا بدون داشتن هیچ مشکل قانونی باز هم منتظر صاحبش در خارج از بیمارستان باشد. همسایه‌ها و بازدیدکنندگانی که با کانلو آشنا شدند، همچنان به او غذا می‌دادند و او را در بیرون از بیمارستان تغذیه می‌کردند. در ۹ دسامبر ۲۰۰۲، پس از بیش از ۱۲ سال انتظار، کانلو که اکنون در سنین پیری خود قرار داشت، بر اثر تصادف با یک اتومبیل در گذرگاه و هنگام عبور از خط عابر پیاده که قبلاً بارها از آن عبور کرده بود، کشته شد.